# 阿科馬約省
阿科馬約省（西班牙語：Provincia de Acomayo），是秘魯的省份，位於該國南部庫斯科大區，首府是阿科馬約，始建於1825年6月21日，面積948平方公里，2005年人口27,704，人口密度每平方公里29人。
13°55′08″S 71°41′06″W / 13.91889°S 71.68500°W